# 主理想整环
在抽象代数中，主理想整环（英語：principal ideal domain，简称PID）是其中所有理想都是主理想（由一个元素生成的理想）的整环。一个更广泛的概念是主理想环，它指的是其中所有理想都是主理想的非零交换环，但一些作者（如布尔巴基）把主理想整环称为主理想环。主理想整环和主理想环的区别在于主理想环可以有零因子，而主理想整环不可以。
因此，在可除性上，主理想整环性质与整数类似：每一个主理想整环的元素都有唯一的质元素分解（因此算术基本定理的类似形式成立）；每一对主理想整环的元素都有最大公因数（但可能不能通过欧几里得算法计算它）。如果{\displaystyle x}和{\displaystyle y}是主理想整环的元素但没有可逆元以外的公因数，那么每个主理想整环的元素都可以写成{\displaystyle ax+by}的形式。
主理想整环是诺特环、整闭整环、唯一分解整环、戴德金整环。所有欧几里得整环和域都是主理想整环。
主理想整环在以下的包含链中出现：
伪环 ⊃ 环 ⊃ 交换环 ⊃  整环 ⊃ 整闭整环 ⊃ GCD環 ⊃ 唯一分解整環 ⊃ 主理想整环 ⊃ 歐幾里得整環 ⊃ 域 ⊃ 代數閉域

## 例子
主理想整环的例子包括：
- {\displaystyle K}：任何域[4]；
- {\displaystyle \mathbb {Z} }：整数环[1]；
- {\displaystyle K[x]}：单变量多项式环，其中{\displaystyle K}是域[5]；（这一命题的逆命题——如果{\displaystyle A[x]}是主理想整环，那么{\displaystyle A}是域——也成立[5]）除此以外，在域上的单变量形式幂级数环也是主理想整环，因为其中的所有理想都有{\displaystyle \langle x^{k}\rangle }的形式。
- {\displaystyle \mathbb {Z} [i]}：高斯整数环[6][1]；
- {\displaystyle \mathbb {Z} [\omega ]}（其中{\displaystyle \omega }是1的三次本原单位根）：艾森斯坦整数；
- 所有的离散赋值环[6]，例如p进整数环{\displaystyle \mathbb {Z} _{p}}[7]。

### 不是主理想整环的例子
不是主理想整环的整环包括：
- {\displaystyle \mathbb {Z} [{\sqrt {-3}}]}不是唯一分解整环，原因是{\displaystyle 4=2\cdot 2=(1+{\sqrt {-3}})(1-{\sqrt {-3}})}。由于所有主理想整环都是唯一分解整环，因此{\displaystyle \mathbb {Z} [{\sqrt {-3}}]}也不是主理想整环。除此以外，{\displaystyle \langle 2,1+{\sqrt {-3}}\rangle }不是主理想。
- {\displaystyle \mathbb {Z} [x]}：整系数多项式环[8]。由于理想{\displaystyle \langle 2,x\rangle }不能由单个多项式生成，{\displaystyle \mathbb {Z} [x]}不是主理想整环。
- {\displaystyle K[x,y,\ldots ]}：在环{\displaystyle K}上的多变量多项式环不是主理想整环，原因是理想{\displaystyle \langle x,y\rangle }不是主理想。
- 大多数代數整數环不是主理想整环。具体来说，对于很多p次本原单位根来说，{\displaystyle \mathbb {Z} [\zeta _{p}]}不是主理想整环[9]。代数整数环的类数给出了它们离主理想整环有多远的度量。这启发戴德金将环元素的唯一分解替换为理想的唯一分解，从而定义戴德金整环。

## 主理想整环上的模
有关主理想整环上的模的关键结论是它的结构定理：如果{\displaystyle R}是主理想整环，且{\displaystyle M}是一个{\displaystyle R}上的有限生成模，那么{\displaystyle M}是循环模——也就是由一个元素生成的模——的直和。对于其中每个循环模，都存在{\displaystyle x\in R}使得它同构于{\displaystyle R/xR}（注意：{\displaystyle x}可能等于{\displaystyle 0}，在这种情况下{\displaystyle R/xR=R}）。
如果{\displaystyle M}是主理想整环{\displaystyle R}上的一个自由模，那么{\displaystyle M}的所有子模也是自由模。这一结论在非主理想整环上的模中不成立，例如{\displaystyle \mathbb {Z} [X]}上的自由模{\displaystyle \mathbb {Z} [X]}的子模{\displaystyle \langle 2,X\rangle }就不是自由模。

## 性质
在主理想整环中，任何两个元素{\displaystyle a,b}都有最大公因数，可以通过计算理想{\displaystyle \langle a,b\rangle }的生成元求得。
所有欧几里得整环都是主理想整环，但它的逆命题不成立。一个不是欧几里得整环的主理想整环的例子是环{\displaystyle \mathbb {Z} \left[{\frac {1+{\sqrt {-19}}}{2}}\right]}。这是由西奥多·默慈金首先证明的，是第一个被证明不是欧几里得整环的主理想整环。在这一环中，尽管{\displaystyle 1+{\sqrt {-19}}}和{\displaystyle 4}有最大公因数{\displaystyle 2}，但不存在满足{\displaystyle 0\leq |r|<4}的{\displaystyle q,r}使得{\displaystyle (1+{\sqrt {-19}})=(4)q+r}。
所有主理想整环都是唯一分解整环，而它的逆命题不成立，例如环{\displaystyle \mathbb {Z} [x]}是唯一分解整环但不是主理想整环。
1. 所有主理想整环都是诺特环[16]。
2. 在所有交换环中，极大理想都是素理想[17]。在主理想整环中，所有非零素理想都是极大理想[12]。
3. 所有主理想整环都是整闭整环（英语：integrally closed domain）[14][18]。

以上三个条件是戴德金整环的定义，因此所有主理想整环都是戴德金整环。
令{\displaystyle A}为一个整环，则以下命题是等价的：
1. {\displaystyle A}是主理想整环。
2. {\displaystyle A}中的所有素理想都是主理想[20]。
3. {\displaystyle A}既是戴德金整环也是唯一分解整环。
4. {\displaystyle A}的每个有限生成理想都是主理想（也就是说，{\displaystyle A}既是裴蜀整环（英语：Bézout domain）也满足主理想的升链条件（英语：ascending chain condition on principal ideals））。
5. {\displaystyle A}可被赋予一个戴德金–哈斯范数（英语：Dedekind–Hasse norm）[5]。

所有欧几里得范数都是戴德金–哈斯范数，因此(5)表明欧几里得整环都是主理想整环。(4)可以与以下结论对比：
- 一个整环是唯一分解整环当且仅当它是GCD環（其中每两个元素都有最大公因数的整环）且满足主理想的升链条件。

一个整环是裴蜀整环当且仅当其中的任何两个元素都有一个是它们的线性组合的最大公因数。因此，裴蜀整环是GCD环，而(4)给出了主理想整环是唯一分解整环的另一种证法。